# Florentynów (powiat pabianicki)
Florentynów – wieś w Polsce położona w województwie łódzkim, w powiecie pabianickim, w gminie Lutomiersk. Miejscowość położona jest na Wysoczyźnie Łaskiej. Zamieszkana przez 443 osoby (2022).
W latach 1975–1998 miejscowość należała administracyjnie do województwa sieradzkiego.
We wsi znajduje się cmentarz ewangelicki z II połowy XIX wieku.

## Części wsi
| SIMC    | Nazwa     | Rodzaj    |
| ------- | --------- | --------- |
| 0705769 | Grabczyna | część wsi |
| 0705752 | Józefów   | część wsi |